# Dead Island 2
Dead Island 2 è un videogioco di ruolo del 2023 pubblicato da Deep Silver per PlayStation 4, PlayStation 5, Microsoft Windows, Xbox One e Xbox Series X e Series S.

## Sviluppo
Originalmente Dead Island 2 doveva essere sviluppato dalla polacca Techland che aveva già realizzato Dead Island e Dead Island Riptide, tuttavia era già impegnata con Dying Light. Deep Silver ha deciso quindi di affidare il progetto alla tedesca Yager Development, principalmente nota per Spec Ops: The Line. Durante l'E3 2014 è stato diffuso il primo trailer del gioco.
Nel 2015 Deep Silver annuncia che il gioco non verrà più sviluppato da Yager Development. In seguito all'annuncio la società Yager Productions GmbH, creata appositamente per lo sviluppo di Dead Island 2, viene messa in insolvenza.
A marzo 2016 viene annunciato che lo sviluppo di Dead Island 2 è stato affidato alla britannica Sumo Digital. Nell'agosto 2019 THQ Nordic comunica che il nuovo capitolo della serie Dead Island sarà sviluppato da Dambuster Studios.
Il gioco viene annunciato durante la Gamescom 2022. La data prevista è quella del 3 febbraio 2023, poi rinviata al 28 aprile e infine anticipata al 21 aprile.
Ad ottobre 2023 è stata svelata l'espansione Haus, prevista per il 2 novembre 2023.